# Liste der Monuments historiques in Donchery
Die Liste der Monuments historiques in Donchery führt die Monuments historiques in der französischen Gemeinde Donchery auf.

## Liste der Immobilien
| Bezeichnung        | Beschreibung           | Standort                      | Kennzeichnung | Schutzstatus | Datum | Bild           |
| ------------------ | ---------------------- | ----------------------------- | ------------- | ------------ | ----- | -------------- |
| Kirche Ste-Onésime | ab dem 12. Jahrhundert | Place de la République (Lage) | PA00078429    | Classé       | 1911  | weitere Bilder |

## Liste der Objekte
| Bezeichnung                                           | Beschreibung | Standort                                      | Kennzeichnung | Schutzstatus   | Datum     | Bild |
| ----------------------------------------------------- | --- | --------------------------------------------- | ------------- | -------------- | --------- | ---- |
| Orgel                                                 | Ensemble aus PM08000178 und PM08000695                                                                                 | in der Kirche Ste-Onésime (Lage)              | PM08000694    | Classé Inscrit | 1973 1980 |      |
| Orgelprospekt                                         | 1702/03 von Jean Boizard gebaut; mit älteren Teilen                                                                    | in der Kirche Ste-Onésime (Lage)              | PM08000178    | Classé         | 1973      |      |
| Instrumentalteil der Orgel                            | 1702/03 von Jean Boizard gebaut                                                                                        | in der Kirche Ste-Onésime (Lage)              | PM08000695    | Inscrit        | 1980      |      |
| Skulptur Heiliger Remigius                            | Holz, farbig gefasst und vergoldet, um 1800; aus der Kapelle St-Julien in Le Dancourt                                  | in der Kirche Ste-Onésime (Lage)              | PM08000734    | Inscrit        | 1972      |      |
| Kredenz                                               | Eichenholz, Marmor, Ende des 18. Jahrhunderts                                                                          | in der Kirche Ste-Onésime (Lage)              | PM08000171    | Classé         | 1911      |      |
| Hauptaltar                                            | Altartisch, Retabel und Gemälde Auferstehung; Stein, Holz, farbig gefasst, sowie Ölfarbe auf Leinwand, 17. Jahrhundert | in der Kirche Ste-Onésime (Lage)              | PM08000172    | Classé         | 1913      |      |
| Skulptur Heilige Germana Cousin                       | Kalkstein, farbig gefasst, Ende des 19. Jahrhunderts; aus der Kapelle St-Julien in Le Dancourt                         | in der Kirche Ste-Onésime (Lage)              | PM08000684    | Classé         | 2006      |      |
| Skulptur Heilige Barbara                              | Stein, 16. Jahrhundert                                                                                                 | in der Kirche Ste-Onésime (Lage)              | PM08000169    | Classé         | 1911      |      |
| Kruzifix                                              | Elfenbein, 18. Jahrhundert                                                                                             | in der Kirche Ste-Onésime (Lage)              | PM08000170    | Classé         | 1911      |      |
| Kanzel                                                | Eichenholz, bezeichnet 1678                                                                                            | in der Kirche Ste-Onésime (Lage)              | PM08000174    | Classé         | 1933      |      |
| Skulptur Heiliger Nikolaus                            | Eichenholz, farbig gefasst, 16. Jahrhundert                                                                            | in der Kirche Ste-Onésime (Lage)              | PM08000176    | Classé         | 1937      |      |
| Chorgestühl und Wandvertäfelung                       | Eichenholz, 17. Jahrhundert                                                                                            | in der Kirche Ste-Onésime (Lage)              | PM08000173    | Classé         | 1913      |      |
| Skulptur Anna selbdritt                               | Holz, 15. Jahrhundert; 1967 gestohlen                                                                                  | in der Kirche Ste-Onésime (Lage)              | PM08000175    | Classé         | 1937      |      |
| Zwei Gemälde: Mariä Verkündigung und Erzengel Gabriel | Ölfarbe auf Holz, Anfang des 18. Jahrhunderts                                                                          | in der Kirche Ste-Onésime (Lage)              | PM08000179    | Classé         | 1973      |      |
| Skulptur Heiliger Sebastian                           | Eichenholz, farbig gefasst, 17. oder 18. Jahrhundert                                                                   | in der Kapelle St-Julie in Le Dancourt (Lage) | PM08000180    | Classé         | 1970      |      |
| Skulptur Heilige Katharina von Alexandrien            | Eichenholz, 16. Jahrhundert; im Departementsarchiv in Charleville-Mézières deponiert                                   | in der Kapelle St-Julie in Le Dancourt (Lage) | PM08000177    | Classé         | 1979      |      |